# Ingeniería en Desarrollo Sustentable

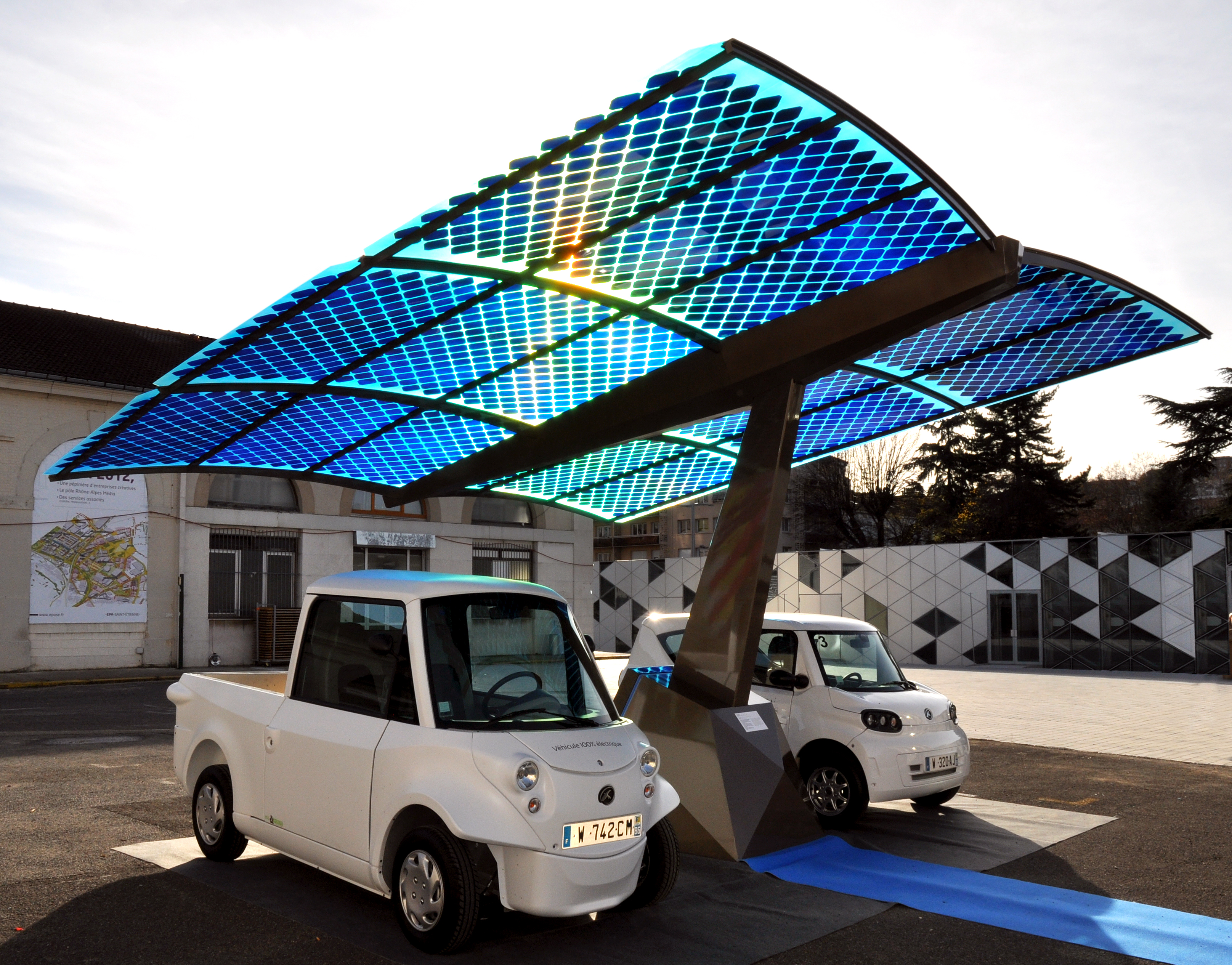
"Photovoltaics ombrière SUDI" es una estación autónoma de recarga para vehículos eléctricos que utiliza energía solar.

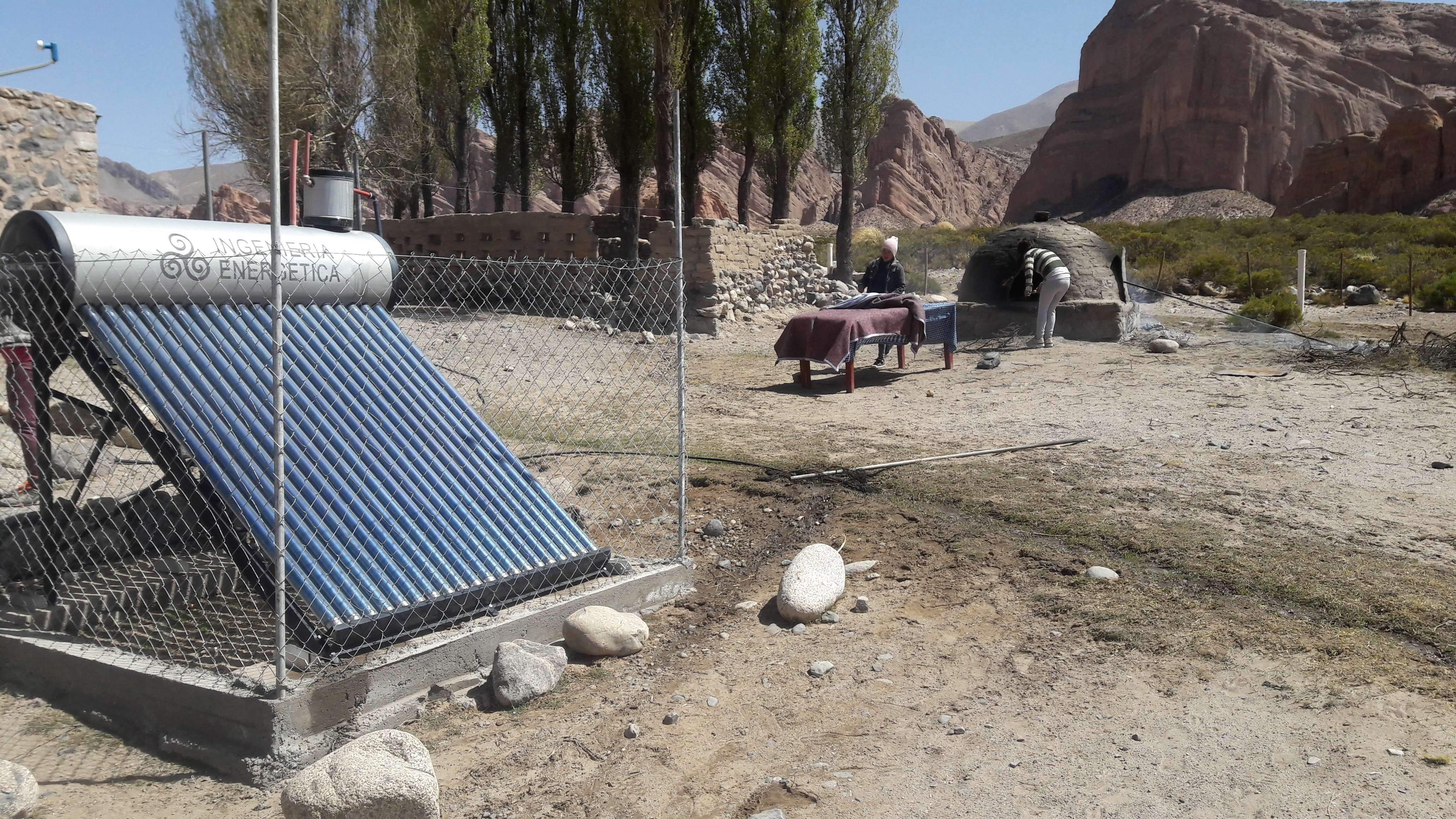
Escuela ubicada en la puna del noroeste argentino, emplea la energía del sol para calentar el agua, ya que la zona no cuenta con energía eléctrica, ni gas.

Ingeniería en Desarrollo Sustentable es el proceso de diseñar u operar sistemas de tal manera que utilicen energía y recursos sustentables, a tal grado de no comprometer el medio ambiente o la capacidad de futuras generaciones para satisfacer sus necesidades. Prácticamente el desarrollo sustentable es mantener el sustento del desarrollo.

## Actividades de los/as ingenieros en desarrollo sustentable
Pueden trabajar tanto mejorando o emprendiendo proyectos relacionados con:
- Suministro de agua
- Producción de comida
- Vivienda y refugio
- Saneamiento y manejo de desperdicios
- Desarrollo de energía
- Transporte
- Procesos industriales
- Desarrollo de recursos naturales
- Limpiar zonas contaminadas por residuos
- Planeación de proyectos para reducir el impacto ambiental y social
- Restauración del medio ambiente como bosques, lagos, arroyos, humedales.
- Mejora los procesos industriales para eliminar residuos y consumo
- Recomienda el uso apropiado e innova el uso de la tecnología[1]

## Ingeniería en desarrollo sustentable como un aspecto de las disciplinas en la ingeniería
Cada disciplina de la ingeniería en desarrollo sustentable se dedica al diseño sustentable, el empleo de numerosas iniciativas, especialmente el análisis del ciclo de la vida, prevención de la contaminación, el diseño para el medio ambiente, el diseño para el desmontaje, y el diseño para el reciclaje.  
Estos están reemplazando o al menos cambiando los paradigmas de control en la contaminación. Por ejemplo, el concepto de un "cap and trade" o comercio de derechos de emisión, ha sido probado y es efectivo para algunos contaminantes. Se trata de un sistema en el que se permite colocar una "burbuja" sobre todo un complejo de fabricación o comercio de créditos de contaminación con otras empresas en su industria en lugar de las empresas, una "pila por pila" y "tubo por tubo", es decir, el llamado "comando y control".
Dicha política y las innovaciones gratulatorias requieren algunos enfoques, mejora de la tecnología, así como los enfoques basados en la calidad como la nivelación de las cargas de contaminantes y el uso de tecnologías menos costosas para eliminar la primera gran emisión de contaminantes, seguido por una mayor operación y mantenimiento (O&M) de las tecnologías para lo más difícil de tratar, como las pilas y tuberías. No obstante, el efecto neto puede ser una mayor reducción de las emisiones y efluentes que el tratamiento de cada pila o tubería como una entidad independiente de contaminantes. Esta es la base para los enfoques de diseño sustentable, es decir, la realización de un análisis del ciclo de vida, dando prioridad a los problemas más importantes, y combinar las tecnologías y las operaciones para hacer frente a ellos. 
Los problemas varían según el tamaño (por ejemplo, la carga de contaminantes), la dificultad en el tratamiento y la viabilidad. Los problemas más difíciles suelen ser las que son "pequeños" pero costosos y difíciles de tratar, es decir, menos factibles. Históricamente, las consideraciones de sustentabilidad han sido abordadas por los ingenieros como restricciones en sus diseños. Por ejemplo, las sustancias peligrosas generadas por un proceso de fabricación, se trataron como un flujo de residuos que se debe contener y tratar. 
La "Ingeniería verde" reconoce que estos procesos son a menudo ineficaces económica y ambientalmente, pidiendo un enfoque de ciclo de vida sistemáticamente exhaustivo. Por supuesto, como con todos los cambios de paradigma, las expectativas deben ser manejadas tanto técnica como operativamente. La producción de residuos peligrosos tenía que ser limitada por la selección de ciertos tipos de producción, el aumento de instalaciones de manejo de residuos, y si estas no lo hicieran del todo, hacer el trabajo, lo que limita las tasas de producción.
La ingeniería verde intenta alcanzar cien objetivos entre ellos están:
1. La reducción de desechos
2. Gestión de materiales
3. Prevención de la contaminación
4. Mejora del producto
5. Mantener en buen estado un producto
6. Que la gente se den cuenta de la importancia que tiene el cuidado del ambiente.

La ingeniería verde abarca numerosas maneras de mejorar los procesos y productos para que sean más eficientes desde el punto de vista ambiental. Cada uno de estos enfoques depende de la visualización de posibles impactos en el espacio y el tiempo. Tanto la ingeniería y arquitectura, son ciencias que siempre han estado preocupadas con el espacio; Los arquitectos consideran el sentido de lugar, Los ingenieros ven el mapa del sitio como un conjunto de flujos a través de la frontera. El diseño debe considerar los impactos a corto y largo plazo. Esos impactos más allá del corto plazo son la provincia de diseño sostenible. Los efectos pueden no manifestarse durante décadas. 
En la mitad del siglo XX, los diseñadores especifican el uso de lo que ahora se sabe que los materiales de construcción peligrosos, como un piso de asbesto, envoltura de tubería y tejas, pintura con plomo y tuberías, sistemas estructurales y mecánicas que pueden haber aumentado la exposición a moldes y radón. Esas decisiones han provocado riesgos para las personas que habitan en estos edificios. Es fácil en retrospectiva criticar estas decisiones, pero muchas se hicieron por razones nobles, como la prevención de incendios y la durabilidad de los materiales. Sin embargo, sirve para ilustrar que las pequeñas consecuencias a primera vista pueden tener un impacto colosal con el paso del tiempo.
El diseño sostenible requiere una evaluación completa de un diseño en el lugar y en el momento. Algunos impactos pueden no ocurrir hasta siglos en el futuro. Por ejemplo, el grado en que decidimos utilizar la energía nuclear para generar electricidad es una decisión de diseño sostenible. Los desechos radiactivos pueden tener vidas medias de cientos de miles de años. Es decir, que se llevará a todos estos años para que la mitad de los isótopos radiactivos a decaer. La desintegración radiactiva es la transformación espontánea de un elemento en otro. Esto ocurre irreversiblemente, cambiando el número de protones en el núcleo. Por lo tanto, diseños sostenibles de tales empresas deben tener en cuenta los futuros riesgos altamente inciertos. Por ejemplo, incluso si colocamos correctamente las señales de advertencia acerca de estos desechos peligrosos, no sabremos si en un futuro se va a comprender el idioma en el que están escritas las advertencias.
Los cuatro objetivos de la ingeniería verde mencionados anteriormente son apoyados por un largo plazo en el punto de vista del ciclo de vida. Un análisis del ciclo de vida es un enfoque holístico para considerar la totalidad de un producto, proceso o actividad, que abarca materias primas, fabricación, transporte, distribución, uso, mantenimiento, reciclaje y disposición final. En otras palabras, la evaluación de su ciclo de vida debe producir una imagen completa del producto. El primer paso en una evaluación del ciclo de vida es reunir datos sobre el flujo de un material a través de una sociedad de identificación. Una vez que se conocen las cantidades de los diversos componentes de dicho flujo, las funciones y las repercusiones de cada paso de la producción, la fabricación, el uso, se estiman la ganancias/pérdidas. Por lo tanto, en el diseño sostenible, los ingenieros deben optimizar las variables que le dan el mejor rendimiento en marcos temporales.

## Logros de 1992 a 2002
- La Asociación Mundial de Ingeniería para el Desarrollo Sustentable (por sus siglas en inglés WESPD The World Engineering Partnership for Sustainable Development) fue fundada y es responsable de las siguientes áreas: responsabilidad y ética para el desarrollo sustentable, desarrollar y analizar un plan a largo plazo, buscar una solución por medio del intercambio con empresas y usar nuevas tecnologías, y resolver los problemas ambientales globales como el cambio climático, etc.
- Desarrollo de políticas, códigos de ética y guías para el desarrollo sustentable.
- Earth Charter fue reiniciado como una iniciativa de la sociedad.
- El Banco Mundial, Programa de Naciones Unidas para el Medio Ambiente, y el Fondo Mundial para el Medio Ambiente se unieron a programas por el desarrollo sustentable.
- Se desarrollaron programas para los estudiantes de ingeniería y los ingenieros sobre cómo aplicar los conceptos del desarrollo sustentable en sus trabajos.
- Se desarrollaron nuevos enfoques en los procesos.

## Metas a futuro
- Creación de un programa integral para identificar y proporcionar la información que los ingenieros en ciudades en desarrollo necesitan para satisfacer la energía, el agua, la alimentación, la salud, y las necesidades básicas humanas.
- Dar clases a estudiantes de ingeniera e ingenieros para que vean la importancia de la sustentabilidad y el medio ambiente.
- Desarrollar mejores enfoques con la consideración de los costos de un proyecto ambiental, los impactos y las condiciones a lo largo del ciclo de vida de un proyecto.
- Mejorar la educación en el desarrollo sustentable y ayudar a ciudades en desarrollo.
- Concientizar a la sociedad en el buen uso de los materiales no renovables.[4]